# Diiodhexaoxid
Diiodhexaoxid ist eine anorganische Verbindung, die als Iodoxid zu den Halogenoxiden gehört.

## Darstellung
Die Darstellung von Diiodhexaoxid kann durch vielfältige Wege erfolgen. Möglich ist die Entwässerung von Periodsäure mittels konzentrierter Schwefelsäure:
{\displaystyle \mathrm {H_{5}IO_{6}\ {\xrightarrow[{-H_{2}O}]{H_{2}SO_{4}}}\ I_{2}O_{6}} }.
Alternativ kann die Darstellung durch Reaktion von Periodsäure mit Iodsäure mit Schwefelsäure erfolgen.
{\displaystyle {\ce {HIO3 + H5IO6 -> I2O6 + 3H2O}}}
Die thermische Zersetzung von meta-Periodsäure im Vakuum führt ebenfalls zur Darstellung von Diiodhexaoxid.

## Eigenschaften
Unter 100 °C kann Diiodhexaoxid stabil unter Feuchtigkeitsausschluss gelagert werden. Beim Lösen in Wasser findet eine exotherme Reaktion zu Iod- und Periodsäure statt.
Bei Erhitzen über 150 °C kann die Zersetzung in Diiodpentoxid beobachtet werden;
{\displaystyle {\ce {2I2O6 ->[\Delta T] 2I2O5 + O2}}}.
Die Verbindung ist diamagnetisch, was auf die unterschiedlichen Oxidationszahlen der Iodatome zurückgeführt wird. Als Festkörper kristallisiert die Verbindung in der Raumgruppe P1 (Raumgruppen-Nr. 2) mit den Gitterkonstanten a = 500,6 pm, b = 674,1 pm, c = 679,5 pm, α = 97.1°, β = 96.43°, γ = 105.36° mit einer Formeleinheit pro Elementarzelle.